# Cherilyn Wilson
Cherilyn Rae Wilson (San Francisco, 29 oktober 1988) is een Amerikaans actrice.
Aan het begin van haar carrière speelde Wilson voornamelijk in low-budgetfilms. Ze speelt voornamelijk in horrorfilms en heeft ook gastrollen in televisieseries gehad, waaronder Unfabulous, Drake & Josh en Supernatural. Na een terugkerende rol in de televisieserie 12 Miles of Bad Road, kreeg ze een bijrol in de tienerserie 90210.